# Deželni zbor (Avstrijsko cesarstvo)
Deželni zbori so bili v Avstrijskem cesarstvu najvišji, zakonodajni organ kronskih dežel v sklopu cesarstva.
| Dežela                                 | Deželni zbor                        |
| -------------------------------------- | ----------------------------------- |
| Spodnja Avstrija                       | Deželni zbor Spodnje Avstrije       |
| Zgornja Avstrija                       | Deželni zbor Zgornje Avstrije       |
| Salzburg                               | Salzburški deželni zbor             |
| Štajerska                              | Štajerski deželni zbor              |
| Koroška                                | Koroški deželni zbor                |
| Kranjska                               | Kranjski deželni zbor               |
| Trst                                   | Tržaški deželni zbor                |
| Istra                                  | Istrski deželni zbor                |
| Poknežena grofija Goriško-Gradiščanska | Deželni zbor Goriško-Gradiščanske   |
| Poknežena grofija Tirolska             | Tirolski deželni zbor               |
| Predarlska                             | Deželni zbor Predarlske             |
| Kraljevina Bohemija                    | Deželni zbor Bohemije               |
| Mejna grofija Moravska                 | Deželni zbor Moravske               |
| Avstrijska Šlezija                     | Deželni zbor Avstrijske Šlezije     |
| Kraljevina Galicija in Lodomerija      | Deželni zbor Galicije in Lodomerije |
| Bukovina                               | Deželni zbor Bukovine               |
| Dalmacija                              | Deželni zbor Dalmacije              |
| Bosna in Hercegovina                   | Deželni zbor Bosne in Hercegovine   |